# Staatlich anerkannter Erholungsort
Staatlich anerkannter Erholungsort (Nederlands: van staatswege erkende recreatieplaats) is uitsluitend in Duitsland een officiële aanduiding voor een gemeente of een deel daarvan, waar de luchtkwaliteit zo goed is, dat de plaats geschikt is voor een vakantie of voor recreatie door mensen, die, bijvoorbeeld om medische redenen, in een omgeving moeten of willen verblijven, waar geen of weinig luchtvervuiling is.
De toekenning van de titel wordt door de overheden van de Duitse deelstaten, de Bundesländer geregeld. Deze geschiedt na toetsing. Bij die toetsing wordt de plaats, die voor de titel Staatlich anerkannter Erholungsort in aanmerking komt, beoordeeld op onder andere luchtkwaliteit, afwezigheid van vervuilende, zware industrie en op aanwezigheid van toeristische faciliteiten.
Een Staatlich anerkannter Erholungsort verschilt op een belangrijk punt van een Luftkurort (luchtkuuroord): een Staatlich anerkannter Erholungsort behoeft namelijk geen klinieken, kuurvoorzieningen zoals geneeskrachtige baden of bronnen, revalidatie-instellingen en dergelijke te hebben.